# Константин Фока
Константин Фока (грчки: Κωνσταντῖνος Φωκᾶς; умро 953/4.) је био византијски генерал из породице Фока. 

## Биографија
Константин је био најмлађи син Варде Фоке Старијег и брат цара Нићифора II Фоке (963-969) и генерала Лава Фоке Млађег. Када је Константинов отац 945. године постао доместик схола, Константин је именован стратегом теме Селеукије, најисточније византијске престонице која се граничила са муслиманским светом. Константин је учествовао у кампањи свога оца против Муслимана и заробљен је од стране хамдамидског емира Алепа, Саифа ел Давле у бици код Мараша 953. године. Давла га је спровео кроз Алепо. Убрзо је Константин умро (најкасније почетком 954. године). Неки византијски извори сугеришу да је Давла отровао Константина након што га је превео у ислам. 